# Wahlenbergia magaliesbergensis
Wahlenbergia magaliesbergensis är en klockväxtart som beskrevs av Thomas G. Lammers. Wahlenbergia magaliesbergensis ingår i släktet Wahlenbergia och familjen klockväxter. Inga underarter finns listade i Catalogue of Life.